# Karta praw języka francuskiego w Quebecu
Karta praw języka francuskiego w Quebecu (ang. The Charter of the French Language, fr. La charte de la langue française), często potocznie nazywana w języku angielskim Bill 101 lub w wersji francuskiej Loi 101 - akt prawny definiujący język francuski jako język urzędowy w Quebecu i związane z tym prawa językowe.